# Cutro
Cutro (IPA: [ˈkutro], Κούτρο in greco, Cutru in calabrese) è un comune italiano di 9 225 abitanti della provincia di Crotone in Calabria.
Si fregia del titolo di città concesso nel 1575 dal re Filippo II di Spagna, poiché il suo cittadino Giò Leonardo Di Bona divenne il primo campione di scacchi d'Europa e del Nuovo Mondo.

## Geografia fisica
Il paese è situato su un altopiano a 220 metri sul livello del mare, nell'entroterra ionico calabrese. La collocazione collinare offre un clima temperato e mite per tutta la durata dell'anno.
Il territorio comunale è attraversato da una serie di fiumare, tra cui il fiume Tacina che delimita il confine ovest con la provincia di Catanzaro. Possiede circa 7 km lineari di costa, affacciata sul mar Ionio, costituiti da spiagge di sabbia bianca.
Oltre al capoluogo, fanno parte del territorio comunale anche due frazioni:
- Steccato di Cutro, località turistica balneare situata nell'insenatura tra la punta di Le Castella e il golfo di Squillace;
- San Leonardo di Cutro, piccolo centro situato su una collina a ridosso del mare. Sede di diverse strutture turistico balneari di accoglienza ai turisti.

Cutro è nota anche per i suoi calanchi, una serie di basse collinette ben visibili dall'altopiano, che, grazie al loro colore giallastro (dovuto alla coltivazione del grano), ripropongono lo scenario delle "dune del deserto". Pier Paolo Pasolini decise di girare in questo paesaggio alcune scene del film Il Vangelo secondo Matteo.

## Origini del nome
Cutro in greco veniva chiamata Kyterion, Koutro/Kudros in epoca latina, probabilmente dal significato di Vasaio in greco, per la natura argillosa di Cutro si produceva molta ceramica.

## Storia
Cutro ha origine come antica località della Magna Grecia, fondata con il nome greco di "Kyterion".
Tuttavia, secondo Ecateo da Mileto, nei pressi dell'attuale Villa Margherita si trovava un tempio religioso edificato ben prima dell'arrivo dei Greci.
Da Cutro proviene un ripostiglio di monete brettie e tesoretti di bronzo.
Sotto il dominio spagnolo, intorno al 1551 viene venduto al duca Ferrante Carrafa "la motta seu casale di Cutro", dove viene fondata un'università demaniale (università non è da intendersi con il significato attuale, cioè luogo di ricerca ed insegnamento, in passato stava per "denotare i comuni feudali" ed è la traduzione di "unione di città"), rendendo il proprio territorio autonomo da Santa Severina, ottenendo propri statuti comunali. Proprio in questo periodo il paese diventa il centro granaio più importante della zona.
Nel 1575 ottenne dal re di Spagna Filippo II il titolo di città e un'esenzione ventennale dalle tasse, in seguito alla vittoria in una sfida scacchistica che si tenne presso la corte e nella quale il cutrese Giò Leonardo Di Bona, detto "il Puttino" per la bassa statura, vinse contro Ruy López. La sfida fu immortalata in una tela del pittore toscano Luigi Mussini ("Sfida scacchistica alla Corte di Spagna"), conservata presso il Monte dei Paschi di Siena.
L'8 marzo del 1832, all'1:15 del mattino, la città venne distrutta dal disastroso Terremoto di Cutro del 10º grado della scala Mercalli: buona parte delle case e dei fabbricati del paese fu rasa al suolo e centinaia di persone morirono sotto le macerie.
Fino alla metà del Novecento Cutro era il più popoloso centro della zona, ma in seguito subì una notevole emigrazione inizialmente verso la Germania e in seguito verso l'Italia settentrionale: in particolare in Emilia-Romagna e in Lombardia attualmente risiedono circa 20 000 persone d'origine cutrese. La più folta comunità d'origine cutrese si trova a Reggio Emilia, dove, ormai presente da più generazioni, dopo le difficoltà iniziali si è attualmente integrata nel tessuto sociale e svolge soprattutto attività imprenditoriale nel campo dell'edilizia.
La notte del 26 febbraio 2023 un caicco partito dalle coste turche naufragò a pochi metri dalla battigia della località turistica di Steccato di Cutro provocando la morte accertata di 94 migranti, oltre a un numero imprecisato di dispersi.

### Simboli
La scudo è sormontato da un elmo di foggia seicentesca, a riconoscimento dell'importante ruolo militare che Cutro assunse come "piazza d'armi" nella lotta antiturca. Due stelle ai lati della torre simboleggiano la luce che guida e illumina il cammino.
Il gonfalone è un drappo di azzurro.

## Monumenti e luoghi d'interesse

### Calanchi
È stata recentemente riqualificata una vecchia strada, un tragitto suggestivo che porta sui calanchi del Paese.
Nel mese di agosto viene proposto un giro guidato con musica popolare a seguire.

### Chiesa madre

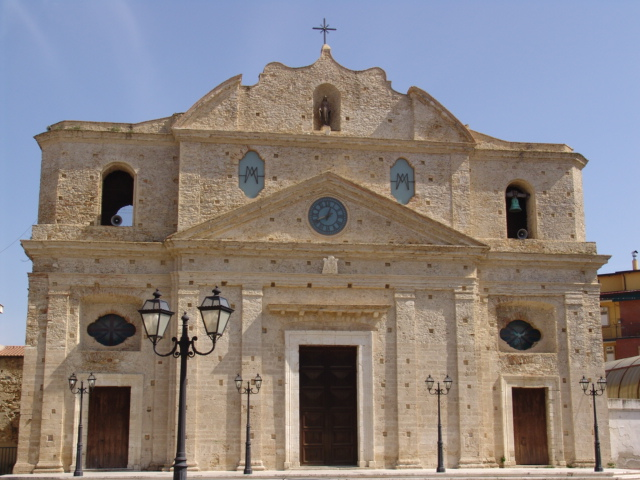
Chiesa madre

Dedicata alla Santissima Annunziata venne ricostruita nel 1833 dopo che era stata distrutta dal terremoto dell'anno precedente. La chiesa presenta tre navate. La navata centrale porta al settecentesco altare marmoreo il quale è sormontato da una stampa in oro zecchino del Cristo di Giotto. Ai lati dell'altare due nicchie ospitano le statue lignee di Santa Lucia e San Francesco di Paola. Due tele del Pollani di Andali, poste sulle pareti laterali del presbiterio, l'una la Madonna del Carmine (1858/9) l'altra la Natività (1854). Le origini della chiesa, dedicata all'Annunciazione, non sono del tutto certe. Sembra che esistesse già nel 1400. Nel 1700 fu sede arcipretale; conquistò una posizione di prestigio nell'arcidiocesi di Santa Severina quando, nel 1732/33, per interessamento dell'abate Fabio Di Bona presso papa Clemente XII, divenne "insigne collegiata", con un corpo capitolare composto da venti membri. Fu completamente ricostruita dopo il sisma del 1832 che l'aveva rasa al suolo; ampliata, fu riaperta al culto nel 1859. Nel corso del tempo è stata oggetto di numerosi restauri. In quello realizzato negli anni sessanta, venne demolita un'artistica cupola e deturpata la facciata che con il restauro del 1997 è stata riportata allo splendore originale.

### Il convento dei Frati Minori
Il convento dei Frati Minori presenta un campanile con una grande campana di bronzo. All'interno si trova il famoso Crocifisso ligneo risalente al XVII secolo; di questo ne fu autore frate Umile Pintorno da Petralia Soprana (Palermo). Lo scultore venne chiamato a Cutro da Padre Benedetto e Padre Daniele. Frate Umile, dopo aver abbozzato la statua, cominciò a modellarla secondo l'immagine che aveva sempre presente nella mente e nel cuore. La costruzione del convento risale al secolo XVI, come afferma lo storico P. Primoldo Coco. Da altri documenti risulta che nel secolo XIII, nell'orto che tuttora si chiama "Vignale di San Basilio", sorgeva a Cutro un monastero che per molto tempo venne custodito da monaci greci appartenenti all'ordine di San Basilio. Risulta che nell'anno 1315 papa Martino V passò questo monastero ai frati francescani che lo fecero sempre più progredire dotandolo di molte opere d'arte. Il convento, che ospitava i religiosi appartenenti al ramo dei riformati, prese il nome di "Riforma", nome che è rimasto in uso ancora oggi. Più volte distrutto, a causa di terremoti, il convento risorse sempre per volontà dei frati minori, ai quali mai mancò l'aiuto della popolazione. I frati apportatori di miglioramenti al convento sono stati: P. Antonio Campanella che lo dotò di opere pregevoli; P. Pacifico Zaccaro che realizzò il bellissimo campanile e installò una grande campana di bronzo inaugurata l'otto dicembre 1949 e tenuta a battesimo dai baroni Emma Fabiani e Giovanni Barracco.

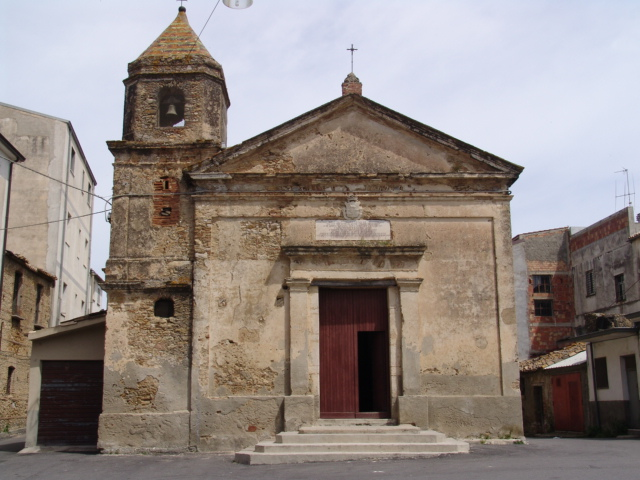
Chiesa della Pietà

### Chiesa di Santa Maria della Pietà
Fu edificata nel 1730. In essa si conserva una tela raffigurante la Pietà, opera di un discepolo della scuola del domenicano Mattia Preti di Taverna. Cappella privata dei marchesi Di Maida, originari anch'essi di Taverna, fu distrutta dal terremoto dell'otto marzo 1832. Fu riedificata e ampliata nel 1839. Nella cappella è conservata una tela che raffigura S. Alfonso M. Dei Liguori fondatore dei padri Redentoristi e il cui corpo si trova nel duomo di Pagani in provincia di Salerno. Il fonte battesimale, a forma di conchiglia in marmo, è del 1887; la pavimentazione è in mattonelle di disegno orientale. Adesso viene aperta al pubblico soltanto in occasione di qualche festa. Rimane attualmente uno dei più antichi edifici di Cutro.

### Chiesa di Santa Chiara
All'ingresso si può ammirare un portale esterno in bassorilievo di pietra tufacea bianca in stile rinascimentale e di grande valore artistico. Si accede alla chiesa attraverso una scalinata composta da sei gradoni in pietra. L'ingresso è costituito da un piccolo vano trapezoidale che immette al campanile. Attualmente la chiesa, che fino a qualche anno fa versava in condizioni gravissime, precarie e di abbandono, risulta ristrutturata magnificamente e riportata agli antichi splendori. La chiesa di Santa Chiara, o delle Monachelle, fu costruita intorno al 1500 sulle stesse rovine della chiesa di Santa Caterina. Con molta probabilità, parte dell'impianto della chiesa precedente fu mantenuto intatto e vi si aggiunsero altri elementi per adattare la pianta della nuova chiesa alle funzioni che doveva svolgere in collegamento con il Monastero che ad essa fu annesso. Infatti, annesso alla chiesa delle Monachelle si trovava il monastero di Santa Chiara. Oggi, la sede dell'ex monastero delle Clarisse (le cosiddette "monachelle di Santa Chiara") è adibita a sede del Municipio di Cutro.

### Chiesa di San Rocco
La struttura presenta una sola navata. All'interno vi si trova la statua di San Rocco. Fu costruita nel 1600 con le donazioni del popolo, accanto al convento dei Cappuccini edificato nel 1500. La prima pietra fu benedetta dal vescovo di Isola mons. Monteallegro. Originariamente ere dedicata all'Assunta. La chiesa seguì le stesse sorti del convento, infatti l'intero complesso fu distrutto dal terremoto del 1783. Fu riaperto nel 1828, nuovamente chiuso nel 1860, riaprì nel 1865. All'inizio del Novecento fu abbandonato dai frati e restituito al Municipio. La chiesa fu affidata ad un prete di Cutro e il convento fu adibito a ospizio fino al 1920, anno in cui fu abbattuto perché pericolante. La chiesa fu restaurata nel 1930: fu rifatto il tetto, l'abside dell'altare maggiore e il campanile.

### Palazzo Grisi
Palazzo Grisi si eleva su tre livelli. L'accesso è consentito da una bella scala che giunge fino al portale lapideo. Ampie finestre rendono luminoso l'interno. Al centro della facciata una vetrata su cui è scolpito uno stemma.

### La Torre e il Fortino di Chirizzi
A causa delle scorrerie degli Ottomani, nel XII secolo, Cutro che già era un importante centro di approvvigionamento del grano, divenne piazza d'armi, autonoma anche rispetto a Crotone. Tale stato, se da un lato rendeva più tranquilla e serena la vita dei cittadini, dall'altro comportava conseguenze negative, soprattutto sul piano economico, dato che le spese di alloggio e mantenimento dei militari erano a carico dell'università di Cutro. Con molta probabilità, i soldati, oltreché dormire nelle case nobiliari, occupavano il fortino di Chirizzi, costruito verso la fine del Quattrocento, periodo in cui Cutro diventò, per la prima volta piazza d'armi. Di forma quadrangolare con torrette pentagonali agli angoli, il fortino apparteneva alla famiglia Guaranj. Versa attualmente in stato di abbandono come l'altro rudere, la Torre quadrata, che venne costruita tra il 1597 e il 1603, in località Mascino, posizione strategica per il controllo della costa che va da Steccato a Le Castella. Torri di guardia marittime furono costruite, in quel periodo, lungo tutto il litorale ionico. Erano rifornite di polvere da sparo e di palle da cannone. Erano comandate da un caporale assistito da due guardiani i quali, nel caso di avvistamento di navi sospette, dovevano segnalarle e bersagliarle con l'artiglieria, mentre i cavalieri allertavano la popolazione con segnali di avvertimento concordati, approntavano le prime difese, davano il passaparola. La presenza delle torri di guardia non valse a fermare le incursioni turche, infatti nel 1644 tutta la fascia costiera del Marchesato era spopolata e l'abitato di Le Castella abbandonato per ordine della corte regia.

### Palazzo Santa Chiara
Attuale sede del consiglio comunale. Originariamente faceva parte del monastero di Santa Chiara, che fu costruito per volere e con il consistente lascito del sacerdote cutrese Gio Leonardo Quercia. La costruzione incominciò nel 1660 e durò ben 25 anni. Inizialmente poteva ospitare dodici monache, in seguito arrivò ad ospitarne 23. Ovviamente le monache erano ragazze provenienti da famiglie nobili. Per poter accedere alla professione di clarisse la famiglia della novizia doveva pagare la somma di 200 ducati. La comunità delle clarisse possedeva discrete proprietà fondiarie e svolgeva, oltre ad un'attività educativa a favore delle figlie dei nobili, anche e soprattutto un'attività creditizia a favore del ceto nobiliare ed ecclesiastico. Il fabbricato si sviluppava intorno al chiostro quadrato ancora esistente. Al piano terra erano ricavate i locali di refettorio, cucina, foresteria, cappella privata delle suore e vari magazzini. Al secondo piano erano situati gli alloggi delle suore. Il terremoto del 1832 distrusse il secondo piano lasciando intatti il piano terra, il chiostro e alcune volte che coprivano i locali del piano terra. Fu ricostruito dopo parecchi anni. L'attività del monastero durò appena 115 anni. Durante il periodo dell'occupazione francese del Regno di Napoli, le monache lo abbandonarono per salvarsi dalla furia dei rivoluzionari e si rifugiarono a Crotone. Nel 1808 fu soppresso e mai più riaperto. Diventò quindi di proprietà del Comune e per molto tempo fu abbandonato. Soltanto verso la fine dell'Ottocento fu deciso di utilizzarlo; infatti in una parte, quella su via Roma, fu trasferito il Municipio, l'altra fu utilizzata come sede provvisoria del ginnasio di Cutro. Il Municipio il 27 novembre 1967 fu dato alle fiamme dopo una manifestazione di protesta popolare che lo distrusse quasi completamente. Ristrutturato, è stato aperto al pubblico nel 1998.

### Villa Margherita
Villa Margherita è ritenuta una delle più belle ville del crotonese. È situata in località Sant'Anna e si affaccia su un ampio giardino. La struttura è di stile ottocentesco. Fino al 1800 fu di proprietà del barone De Nobili di Catanzaro e del barone Doria di Massanova; in seguito fu acquistata dalla famiglia Barracco. È una vera oasi di pace; vi si trovano alberi secolari, che insieme ad altre piante, formano una boscaglia quasi impenetrabile. Il barone Guglielmo Barracco la utilizzò come sua abituale residenza. Trascurata per diversi anni, fu fatta ristrutturare intorno al 1930 dal barone Luigi Barracco che la denominò "Villa Margherita" in onore della regina Margherita o forse di una sua figlioletta scomparsa in tenera età. Nella villa sorge una cappella dove si può ammirare il busto di una giovane fanciulla. Negli anni cinquanta l'edificio con i terreni annessi furono espropriati dallo Stato, i locali utilizzati dall'O.V.S. (Opera Valorizzazione Sila) per l'amministrazione dell'Ente. La Villa può essere raggiunta attraverso la S.S. 106. In essa si ritrovano animali di ogni genere in particolari uccelli che si fermano per nidificare.

## Società

### Evoluzione demografica
Abitanti censiti

Nel 2008, per la prima volta dopo il 1981, si è rilevata un'inversione di tendenza passando da 10 168 abitanti a 10 176. Da allora, il numero degli abitanti ha ripreso a crescere fino a raggiungere i 10 536 abitanti nel novembre 2014 per poi riprendere a scendere.

### Etnie e minoranze straniere
Gli stranieri residenti nel comune sono 446, ovvero il 4,3% della popolazione. Di seguito sono riportati i gruppi più consistenti:
1. Romania, 150
2. Marocco, 120
3. Albania, 44
4. Ucraina, 43
5. Polonia, 22

### Tradizioni e folclore

#### Il Crocifisso di Cutro

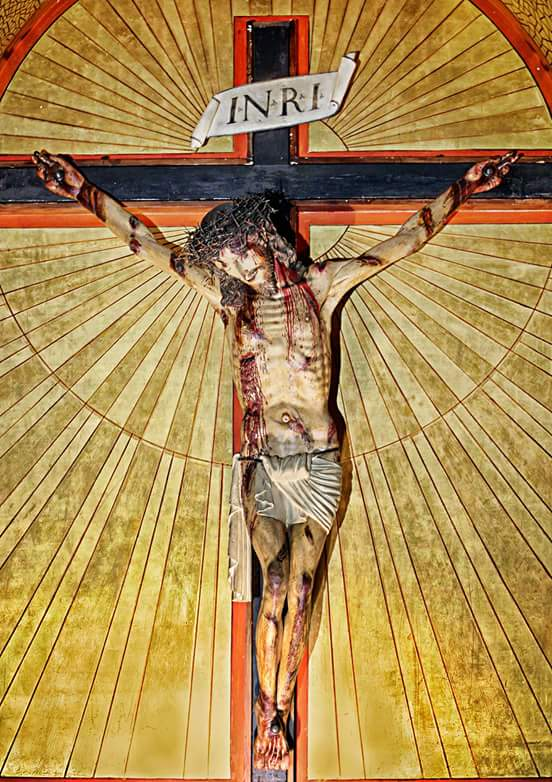
Crocifisso di Cutro

Nel santuario dei frati minori francescani è custodita una statua lignea raffigurante il "Cristo sulla Croce", scolpita nel XVII secolo da frate Umile Pintorno da Petralia. È particolare la triplice espressione del volto a seconda delle angolazioni da cui lo si osserva: dal centro sorridente, da sinistra sofferente, da destra l'aspetto del Cristo morto. La scultura è stata dichiarata “monumento nazionale” nel 1940 ed è stata restaurata nel 1999. La tradizione popolare narra che nel 1854 vi fu una forte siccità, che colpì fortemente le colture di cereali. I contadini si rivolsero ai frati del santuario affinché, grazie alle loro preghiere, il Santissimo Crocifisso mandasse la pioggia tanto desiderata. Mons. Antonio Piterà, primicerio della collegiata e futuro prelato, decise di portare la statua in processione per le vie del paese, in segno di penitenza, e durante la processione, finalmente arrivò la pioggia che pose fine alla siccità, salvando il raccolto, le abbondanti e improvvise precipitazioni costrinsero i cutresi a interrompere la processione e portare il Crocifisso al riparo nell'edificio più vicino, cioè la chiesa della Santissima Annunziata, ivi rimase fino alla fine delle piogge, cioè il 3 maggio, giorno in cui fu riportata nel santuario con sentita devozione e giubilo.

In seguito, la festa del Santissimo Crocifisso è diventata la festa patronale del paese, celebrata ogni anno nella giornata del 3 maggio, preceduta da nove giorni di preghiere, la cosiddetta "Nuvena" (tipica per le litanie in dialetto cutrese) in memoria delle penitenze che i cutresi e i frati francescani fecero per ricevere il così desiderato miracolo. Inoltre, in ringraziamento per la grazia ricevuta fu deciso di celebrare ogni sette anni una festa speciale che dura dal 30 aprile al 3 maggio. Nella sera del 29 vi è la cosiddetta "Calata", durante la quale il Crocifisso viene traslato dall'altare e disteso, fissato alla portantina, per poi essere issato, richiamando simbolicamente la scena del martirio sul Golgota.

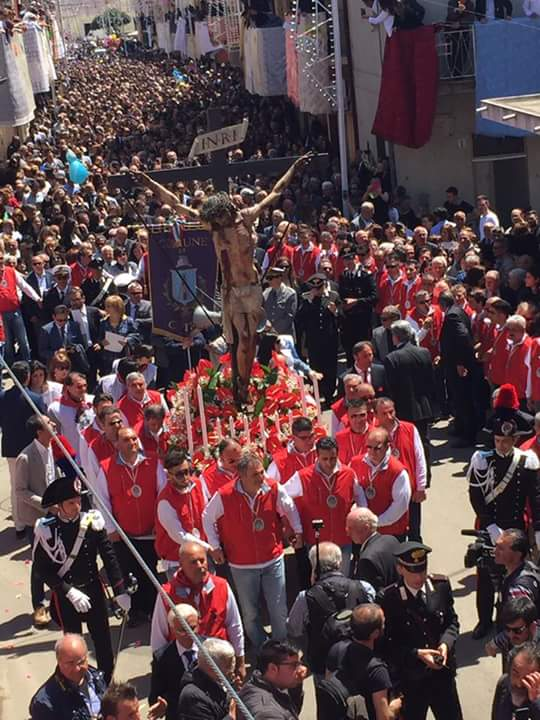
Festa del Crocifisso nel maggio 2016

Nei tre giorni seguenti vi sono le due processioni, nelle quali, oltre al crocifisso, vengono portate a spalla le statue di San Giuliano (ex patrono del paese), San Rocco (protettore dell'omonimo rione), San Giuseppe e la Beata Vergine assunta in cielo. La prima processione, cioè quella del 30 aprile, è di penitenza, accompagnata dal suono di marce funebri e va dal Santuario del Crocifisso alla chiesa Madre (lungo le vie principali e storiche del paese) al termine della quale vi è l'ostensione del Crocifisso nella chiesa Madre che dura fino al 3 maggio. La seconda processione, cioè quella del 3, invece, seguendo il tragitto inverso, è caratterizzata da segni di giubilo per il dono divino. Una festa straordinaria si è svolta nel 2000, in occasione del Giubileo. Le ultime feste settennali ordinarie si sono svolte nel 2016 e nel 2023.

#### Gli scacchi

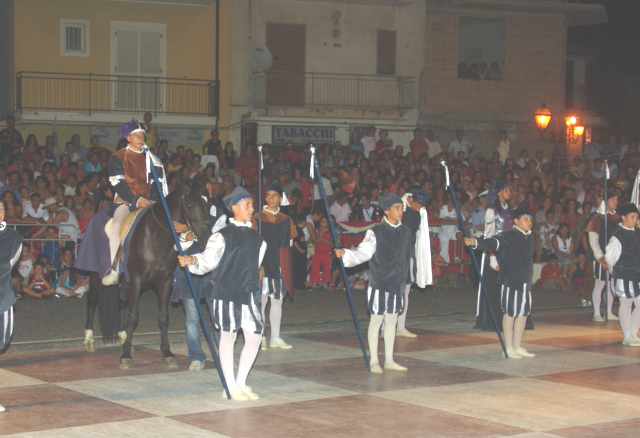
Scacchi viventi

La sfida scacchistica che vide la vittoria di Giò Leonardo Di Bona è stata riscoperta negli anni novanta, in un programma di recupero culturale: la piazza centrale del paese è stata intitolata al vincitore ed è stata costruita una scacchiera pavimentale in marmo, con un obelisco dedicato al "Puttino". Dal 1997 ogni anno, la sera del 12 agosto si svolge una grande rievocazione storica dell'impresa scacchistica: centinaia di figuranti tra scacchi viventi, cavalli, personaggi coinvolti nell'evento cortigiano e gruppi d'animazione si alternano sulla scacchiera.
Dal 1995 il Comune ospita ogni anno un Festival internazionale di scacchi, a cui partecipano campioni provenienti da tutto il mondo.

## Cultura

### Cucina

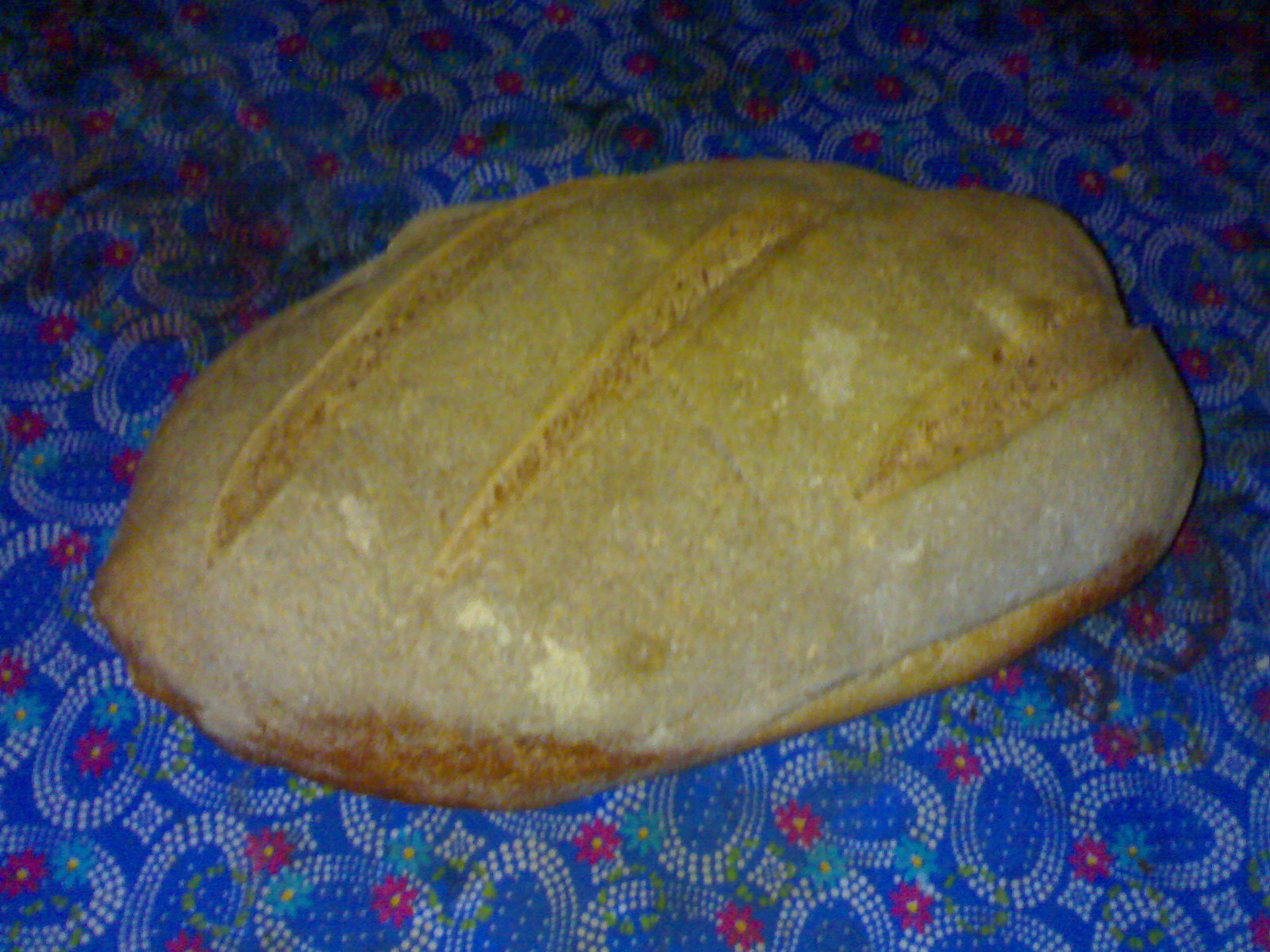
Il pane di Cutro

Il pane di Cutro è stato candidato per ricevere il marchio D.O.P.
Tipico piatto di Cutro è anche la cosiddetta pasta e vermituri, un piatto di pasta condito con un particolare tipo di lumaca che durante il periodo primaverile ed estivo vive sottoterra in letargo.

## Economia
L'economia della città, nel corso della sua storia, è stata basata fondamentalmente sull'agricoltura e sul commercio. Particolarmente importante era la produzione del grano.
È presente una piccola zona industriale ("Valle del Tacina"), a servizio di tutto il comprensorio. L'area è sorta grazie all'utilizzo di agevolazioni statali (misure di Sovvenzione globale e Contratto d'area).
Un altro progetto di sviluppo è quello della costruzione della caserma militare dell'Esercito Italiano: Cutro è stata scelta come sede per l'insediamento di un reggimento di fanteria che, a regime, dovrebbe ospitare circa mille militari. I lavori di costruzione sono iniziati nel 2003, nel 2022 è occupata parzialmente.
A partire dagli anni '80 si è affermata in Emilia-Romagna una cosca cutrese il cui centro vitale era localizzato nel paese d'origine. I clan infiltrarono i loro fiduciari nel settore dell'edilizia, poi delle professioni (commercialisti e consulenti finanziari), dell'amministrazione pubblica (amministratori, dirigenti pubblici e persino rappresentanti delle forze dell'ordine), quindi più in generale della politica e persino dell'informazione (giornalisti). Secondo la Direzione distrettuale antimafia di Bologna, «il gruppo emiliano è portatore di autonomia e localizzata forza di intimidazione derivante dalla percezione, sia all'interno che all'esterno del gruppo stesso, dell'esistenza e operatività dell'associazione nell'intero territorio emiliano come un grande ed unico gruppo ‘ndranghetistico con suo epicentro in Reggio Emilia (anche quale propaggine della ‘locale’ di riferimento di Cutro)».
Numerose inchieste giudiziarie, la più poderosa delle quali ha preso il nome di "Aemilia", hanno smantellato in buona parte la rete criminale.

## Infrastrutture e trasporti
Il comune è interessato dalla strada Statale 106 e dalla strada statale 109 della Piccola Sila.

## Amministrazione

### Sindaci di Cutro (dal 1946)
| Sindaci eletti dal Consiglio comunale (1946-1993)       | Sindaci eletti dal Consiglio comunale (1946-1993) | Sindaci eletti dal Consiglio comunale (1946-1993) | Sindaci eletti dal Consiglio comunale (1946-1993) | Sindaci eletti dal Consiglio comunale (1946-1993) | Sindaci eletti dal Consiglio comunale (1946-1993) | Sindaci eletti dal Consiglio comunale (1946-1993) | Sindaci eletti dal Consiglio comunale (1946-1993) | Sindaci eletti dal Consiglio comunale (1946-1993) |
| Nominativo                                              | Partito                                           | Partito                                           | Partito                                           | Partito                                           | Mandato                                           | Mandato                                           | Elezione                                          |                                                   |
| Nominativo                                              | Partito                                           | Partito                                           | Partito                                           | Partito                                           | Inizio                                            | Fine                                              | Elezione                                          |                                                   |
| ------------------------------------------------------- | ------------------------------------------------- | ------------------------------------------------- | ------------------------------------------------- | ------------------------------------------------- | ------------------------------------------------- | ------------------------------------------------- | ------------------------------------------------- | ------------------------------------------------- |
| Pierantonio Grisi                                       |                                                   | Partito Comunista Italiano                        | Partito Comunista Italiano                        | Partito Comunista Italiano                        | 1946                                              | 1947                                              | –                                                 |                                                   |
| Alfonso Sestito                                         |                                                   | Partito Socialista Italiano                       | Partito Socialista Italiano                       | Partito Socialista Italiano                       | 1948                                              | 1949                                              | –                                                 |                                                   |
| Salvatore Le Rose (f.f.)                                |                                                   | Partito Comunista Italiano                        | Partito Comunista Italiano                        | Partito Comunista Italiano                        | 1949                                              | 1949                                              | –                                                 |                                                   |
| Alfonso Frijio                                          |                                                   | Partito Comunista Italiano                        | Partito Comunista Italiano                        | Partito Comunista Italiano                        | 1949                                              | 1952                                              | –                                                 |                                                   |
| Vincenzo Mancuso                                        |                                                   | Democrazia Cristiana                              | Democrazia Cristiana                              | Democrazia Cristiana                              | 1952                                              | 1960                                              | –                                                 |                                                   |
| Domenico Ruperto                                        |                                                   | Partito Comunista Italiano                        | Partito Comunista Italiano                        | Partito Comunista Italiano                        | 1960                                              | 1962                                              | –                                                 |                                                   |
| Luigi Camposano                                         |                                                   | Partito Comunista Italiano                        | Partito Comunista Italiano                        | Partito Comunista Italiano                        | 1963                                              | 1964                                              | –                                                 |                                                   |
| Angelo Raffaele Carella                                 |                                                   | Partito Comunista Italiano                        | Partito Comunista Italiano                        | Partito Comunista Italiano                        | 1965                                              | 1965                                              | –                                                 |                                                   |
| Ercole Foresta                                          |                                                   | Partito Comunista Italiano                        | Partito Comunista Italiano                        | Partito Comunista Italiano                        | 1965                                              | 1966                                              | –                                                 |                                                   |
| Antonio Cutruzzolaro                                    |                                                   | Partito Socialista Italiano                       | Partito Socialista Italiano                       | Partito Socialista Italiano                       | 1967                                              | 1969                                              | –                                                 |                                                   |
| Nunzio Musumeci                                         |                                                   | commissario prefettizio                           | commissario prefettizio                           | commissario prefettizio                           | 1970                                              | 1972                                              | –                                                 |                                                   |
| Antonio Stirparo                                        |                                                   | Partito Socialista Italiano                       | Partito Socialista Italiano                       | Partito Socialista Italiano                       | 1972                                              | 1974                                              | –                                                 |                                                   |
| Luigi Chiellino (f.f.)                                  |                                                   | Partito Comunista Italiano                        | Partito Comunista Italiano                        | Partito Comunista Italiano                        | 1974                                              | 1974                                              | –                                                 |                                                   |
| Antonio Cutruzzolaro                                    |                                                   | Partito Socialista Italiano                       | Partito Socialista Italiano                       | Partito Socialista Italiano                       | 1974                                              | 1975                                              | –                                                 |                                                   |
| Domenico Macrì (f.f.)                                   |                                                   | Partito Comunista Italiano                        | Partito Comunista Italiano                        | Partito Comunista Italiano                        | 1975                                              | 1975                                              | –                                                 |                                                   |
| Giuseppe Sestito                                        |                                                   | Partito Socialista Italiano                       | Partito Socialista Italiano                       | Partito Socialista Italiano                       | 1975                                              | 1978                                              | –                                                 |                                                   |
| Francesco Voce                                          |                                                   | Democrazia Cristiana                              | Democrazia Cristiana                              | Democrazia Cristiana                              | 1978                                              | 1988                                              | –                                                 |                                                   |
| Luigi Chiellino                                         |                                                   | Partito Comunista Italiano                        | Partito Comunista Italiano                        | Partito Comunista Italiano                        | 1988                                              | 1990                                              | –                                                 |                                                   |
| Salvatore Migale                                        |                                                   | Partito Comunista Italiano                        | Partito Comunista Italiano                        | Partito Comunista Italiano                        | 1990                                              | 1991                                              | –                                                 |                                                   |
| Francesco Voce                                          |                                                   | Democrazia Cristiana                              | Democrazia Cristiana                              | Democrazia Cristiana                              | 1991                                              | 1992                                              | –                                                 |                                                   |
| Francesco Mazza                                         |                                                   | commissario prefettizio                           | commissario prefettizio                           | commissario prefettizio                           | 1992                                              | 1993                                              | –                                                 |                                                   |
| Sindaci eletti direttamente dai cittadini (dal 1993)    |                                                   |                                                   |                                                   |                                                   |                                                   |                                                   |                                                   |                                                   |
| Nominativo                                              | Lista                                             | Lista                                             | Lista                                             | Lista                                             | Mandato                                           | Mandato                                           | Elezione                                          |                                                   |
| Nominativo                                              | Lista                                             | Lista                                             | Lista                                             | Lista                                             | Inizio                                            | Fine                                              | Elezione                                          |                                                   |
| Salvatore Migale                                        |                                                   | PDS                                               | PDS                                               | PDS                                               | 6 giugno 1993                                     | 27 aprile 1997                                    | Elezione 1993                                     |                                                   |
| Salvatore Migale                                        |                                                   | L'Ulivo                                           | L'Ulivo                                           | L'Ulivo                                           | 28 aprile 1997                                    | 13 maggio 2001                                    | Elezione 1997                                     |                                                   |
| Francesco Sulla                                         |                                                   | L'Ulivo                                           | L'Ulivo                                           | L'Ulivo                                           | 14 maggio 2001                                    | 14 maggio 2005                                    | Elezione 2001                                     |                                                   |
| Santino Gerace (f.f.)                                   |                                                   | L'Ulivo                                           | L'Ulivo                                           | L'Ulivo                                           | 15 maggio 2005                                    | 28 maggio 2006                                    | Elezione 2001                                     |                                                   |
| Salvatore Migale                                        |                                                   | L'Unione per Cutro                                | L'Unione per Cutro                                | L'Unione per Cutro                                | 29 maggio 2006                                    | 15 maggio 2011                                    | Elezione 2006                                     |                                                   |
| Salvatore Migale                                        |                                                   | Uniti per Cutro                                   | Uniti per Cutro                                   | Uniti per Cutro                                   | 16 maggio 2011                                    | 5 marzo 2015                                      | Elezione 2011                                     |                                                   |
| Maria Carolina Ippolito                                 |                                                   | commissario prefettizio                           | commissario prefettizio                           | commissario prefettizio                           | 6 marzo 2015                                      | 5 giugno 2016                                     | -                                                 |                                                   |
| Salvatore Divuono                                       |                                                   | Cutro città normale                               | Cutro città normale                               | Cutro città normale                               | 6 giugno 2016                                     | 2 luglio 2020                                     | Elezione 2016                                     |                                                   |
| Domenico Mannino                                        |                                                   | commissario prefettizio                           | commissario prefettizio                           | commissario prefettizio                           | 3 luglio 2020                                     | 9 agosto 2020                                     | -                                                 |                                                   |
| Domenico Mannino, Girolamo Bonfissuto, Emiliano Consolo |                                                   | commissione straordinaria                         | commissione straordinaria                         | commissione straordinaria                         | 10 agosto 2020                                    | 27 novembre 2022                                  | -                                                 |                                                   |
| Antonio Ceraso                                          |                                                   | Gente per Cutro                                   | Gente per Cutro                                   | Gente per Cutro                                   | 28 novembre 2022                                  | in carica                                         | Elezione 2022                                     |                                                   |

### Gemellaggi
- Zafra[20]
- Salsomaggiore Terme[21]
- Viadana[22]

## Sport
Ha sede nel comune la società di calcio A.S.D. Cutro Calcio, fondata nel 1966, che parteciperà alla Prima Categoria 2023-2024.
La società A.S.D. Pallavolo Cutro, fondata nel 1986, è stata insignita della medaglia di bronzo al merito sportivo del CONI. Ha partecipato a quindici campionati nazionali consecutivi tra serie B1 e serie B2 tra il 1998 e il 2013.